# 루웬조리해다람쥐
루웬조리해다람쥐(Heliosciurus ruwenzorii)는 다람쥐과에 속하는 설치류의 일종이다. 부룬디와 콩고민주공화국, 르완다, 우간다에서 발견된다. 자연 서식지는 아열대 또는 열대 기후 지역의 습윤 산지 숲과 농지 지역이다.

## 아종
- H. r. ruwenzorii
- H. r. ituriensis
- H. r. schoutedeni
- H. r. vulcanius